# Goutte de Miel

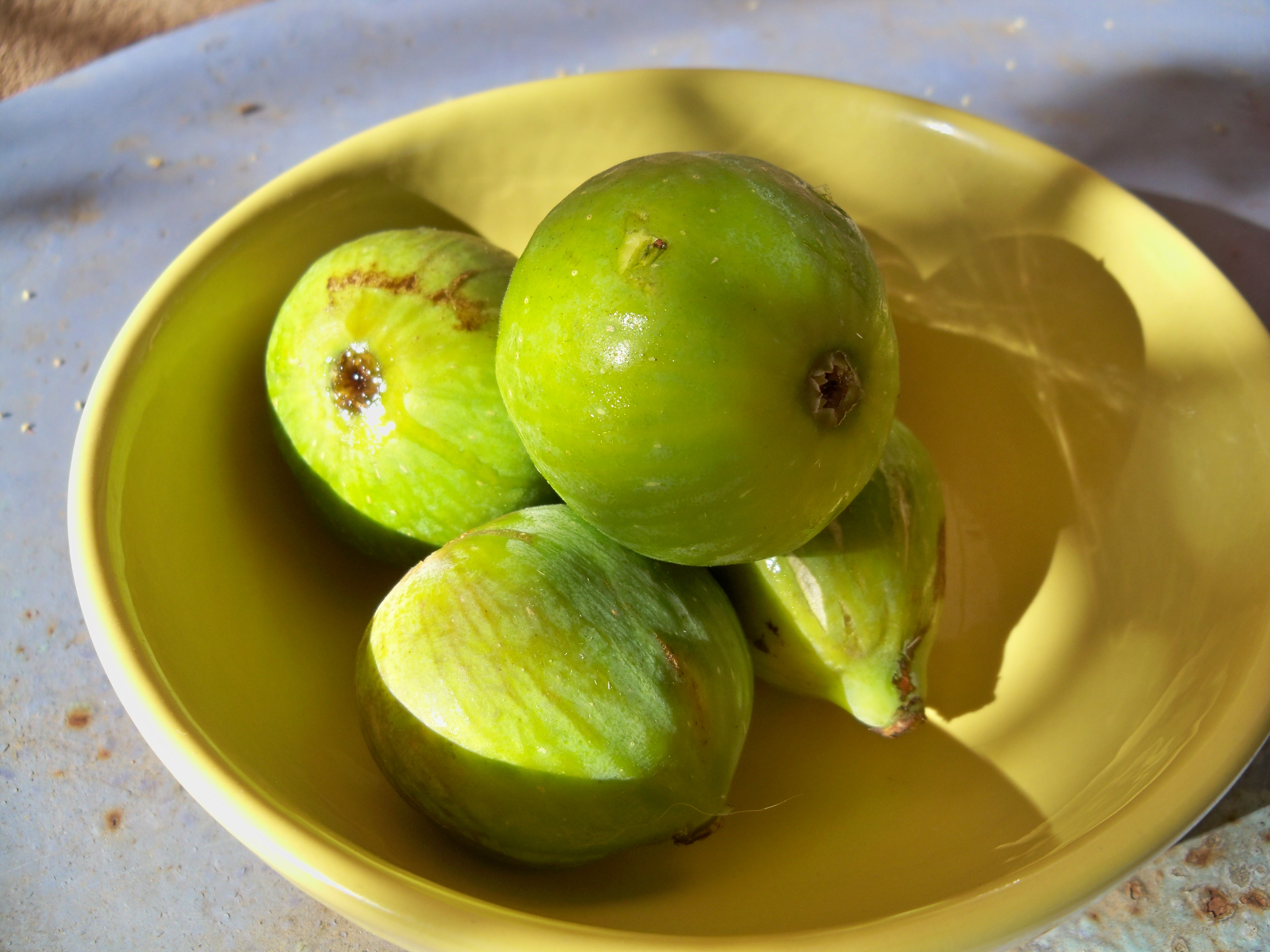
Figues Goutte d'Or

Goutte de Mel o també conegut com Goutte d'Or és un cultivar de Figuera Comú  Ficus carica bífera (amb dues collites per temporada bacores a la primavera-estiu, i figues d'estiu-tardor), te la pell té color groc daurat.Es conrea principalment a Bretanya, la costa atlàntica francesa i la Provença.

## Sinonímia
- Goutte d'Or,
- Goldtropfen,
- Dorée,[5][6]

## Història
És una varietat molt antiga descrita per primera vegada el 1667, és molt comú al sud de França.

## Característiques
Les figues Goutte de Mel tenen la pell de color groc daurat amb la polpa rosada, melosa i fragant. És una de les figues més dolces; com la mel. Quan les figues estan madures, una gota de sucre flueix des de la part inferior de la figa i indica que està madur.
Aquesta varietat és autofèrtil i no necessita altres figueres per ser pol·linitzada.
'Goutte de Mel' és una figuera bífera; hi ha dos períodes de collita: el primer a finals de juny i el segon des del final d'agost.

## Cultiu
La figuera 'Goutte de Mel' és un arbre petit amb un tronc tort. De creixement moderat, que pot assolir els 4 metres d'alçada com d'amplada. Aquesta figuera és molt comuna a Bretanya i a la costa atlàntica de França.
La figuera creix bé en sòls secs, fèrtils i lleugerament calcaris, a regions càlides i assolellades. La figuera no és gaire exigent i s'adapta a qualsevol tipus de sòl, però el seu creixement és òptim en sòls lleugers, més aviat sorrencs, profunds i fèrtils. Encara que prefereix els sòls calcaris, s'adapta molt bé en sòls àcids. Tem l'excés d'humitat i la manca d'aigua. En aquests 2 casos, es produirà l'esgrogueïment de les fulles.
La figuera necessita sol i calor. És un arbre molt resistent al fred (fins a -17 °C). Per sota de -17 °C, la part aèria pot ser destruïda. A la primavera apareixeran brots vigorosos (i fruita) si el peu ha estat protegit contra les fortes gelades mitjançant un gruixut encoixinament de restes vegetals.